# 2014年全国学生躰道優勝大会
2014年全国学生躰道優勝大会（2014ねんぜんこくがくせいたいどうゆうしょうたいかい）は、2014年10月12日に東京都足立区の東京武道館で開催された第48回全国学生躰道優勝大会である。

## 概要
日本躰道協会主催。東京大学が総合7連覇を達成した。

## キャッチフレーズ
なし

## 競技結果
| 種目     | 金                            | 銀                      | 銅                      | 4位                         |
| 総合     | 東京大学 （73点）             | 東海大学湘南 （28点）   | 北里大学十和田 （22点） | 北里大学 （21点）           |
| 男子     |                               |                         |                         |                             |
| 団体実戦 | 東海大学湘南                  | 防衛医科大学校          | 東京大学                | 拓殖大学                    |
| 団体法形 | 東京大学                      | 北里大学十和田          | 北里大学                | 千葉大学                    |
| 団体展開 | 東京大学                      | 拓殖大学                | 千葉大学                | 東海大学湘南                |
| 個人実戦 | 高柳圭汰 拓殖大学             | 小島貴文 北里大学十和田 | 先間泰史 防衛医科大学校 | 壷井達矢 千葉大学           |
| 個人法形 | 佐々木拓真 東海大学湘南       | 浦島啓 北里大学         | 齋藤元文 慶應義塾大学   | 山口正太郎 東京大学         |
| 女子     |                               |                         |                         |                             |
| 団体実戦 | 東京大学                      | 福島県立医科大学        | 防衛医科大学校          | 東海大学湘南                |
| 団体法形 | 北里大学十和田                | 北里大学                | 福島県立医科大学        | 東京大学                    |
| 団体展開 | 東京大学                      | 福島県立医科大学        | 北里大学                | 城西大学                    |
| 個人実戦 | 加藤紗来 東京大学             | 石橋星香 東海大学湘南   | 小田島梨乃 東京大学     | 角野真美 東京大学           |
| 個人法形 | 佐藤祐歩 鶴岡工業高等専門学校 | 稲見安希子 千葉大学     | 桐谷絵美 東京大学       | 白石裕紀子 福島県立医科大学 |
| 男女     |                               |                         |                         |                             |
| 新人団法 | 東京大学A                     | 千葉大学A               | 北里大學B               | 東京大学B                   |

| 最優秀選手 | 佐々木拓真 東海大学湘南 |                               |
| 優秀選手   | 高柳圭汰 拓殖大学       | 佐藤祐歩 鶴岡工業高等専門学校 |
| 技能賞(変) | 加藤紗来 東京大学       |                               |